# Слуцьке князівство
Слуцьке князівство (Копильсько-Слуцьке князівство) — спочатку удільне князівство Турівської землі в XII—XIV ст.. Виділилося в 1160 р., остаточно оформилося в 90-і рр. XII ст.. У XIV—XVIII століттях — велике феодальне князівство в складі Великого князівства Литовського.

## Історія

### Руська епоха
Перша згадка про Слуцьку (Случеск) зустрічається в «Повісті врем'яних літ» близько 1116 року: мінський князь Гліб Всеславич вторгся у володіння Володимира Мономаха, «воював дреговичі і Случеск попалив». Хоча Ф. Ф. Сєрно-Соловьєвич вказує у своїй книзі, що князівство згадується в архівних документах вже в 1086 р., а єпископ Н. С. Сестренцович вказав, що в 1096 році. Учитель Слуцької гімназії І. А. Глєбов повідомляє, що є звістки про Слуцький псалтир XI століття. Але всі ці відомості подані без посилань на документи, їх зараз перевірити неможливо, тому найвірогіднішим джерелом є літописна «Повість врем'яних літ».
Займало територію від Німану і Лані до Птичі й Прип'яті, включало міста Слуцьк, Копиль, Петриков, Тимкович, Уріччя, Любань, Старі Дороги, Умговичі, Таль, Погост і ін..
Першим зі згадуваних власників Слуцька був Юрій Долгорукий. 1149 року він передав Слуцьк у володіння сіверського князя Святослава. У 1160—1162 рр. голова удільного Слуцького князівства онук Володимира Мономаха — Володимир Мстиславич. Проти нього виступила коаліція князів на чолі з його братом київським князем Ростиславом Мстиславичем. Їх дружини обложили Слуцьк, і Володимир Мстиславич змушений був здатися. Згодом (двісті років) князівством управляли нащадки Туровського князя Юрія Ярославича. У 1387 році в грамоті згадується слуцький князь Юрій, останній з цієї династії.

### Литовський період
На початку XIII століття Слуцьке князівство, як і інші удільні князівства Туровської землі, потрапило в залежність від сильного тоді Галицько-Волинського князівства. З 1320 року Слуцьке князівство в складі Великого князівства Литовського. В 1395 році, коли великий князь литовський Вітовт, відібравши Київське князівство, передав Слуцьке князівство братові польського короля Ягайла князю Володимиру Ольгердовичу, воно увійшло до складу Великого князівства Литовського, і протягом двох століть Слуцьк був одним із політичних та культурних центрів цієї держави. До кінця XIV століття в ньому правили князі Туровської лінії Рюриковичів. Після смерті Володимира Ольгердовича (1440), Слуцьк разом з Копилем виділився як доля його сина Олелька і його спадкоємців Олельковичів — Семена, Михайла, Юрія й Семена.
Олелько Володимирович в 1440 році отримав Київське князівство, а намісником Слуцького князівства залишив старшого сина Семена Олельковича. Після смерті (1454) Олелько Володимировича, Семен отримав Київське князівство, а молодший син Михайло Олелькович став княжити в Слуцьку до 1481 р.. Після смерті Семена Олельковича його брат Михайло Олелькович розраховував отримати київський престол, але безуспішно. Він з прихильниками — князями Федором Івановичем Бєльським і Іваном Юрійовичем Гольшанським — вирішили скинути великого князя Литовського Казимира IV і звести на литовський трон Михайла Олельковича, як нащадка великого князя Ольгерда. Але змова розкрилася, і Михайла Олельковича 1481 року стратили на міській площі в Вільно. Слуцьке князівство відійшло вдові страченого Ганні Мстиславській (донці князя Івана Мстиславського) і малолітньому синові Семену, який князював з 1481 р. до 1503 р.

### У складі Речі Посполитої. Слуцька ординація
З 1569 року і до XVIII століття Слуцьке князівство входило в Річ Посполиту. Після смерті в 1578 р. князя Юрія Юрійовича Олельковича, кожен з його трьох синів (Юрій, Ян-Симеон, Олександр) отримав за заповітом по частині міста Слуцька і по третині князівства. По смерті братів (відповідно в 1586, 1591, 1592) всі частини перейшли у спадок дочки князя Юрія — Софії Юріївні Олелькович-Радзивілл (останньої з роду Олельковичів). У 1600 році п'ятнадцятирічна Софія Олелькович (1585—1612) вийшла заміж за 21-річного Януша Радзивілла. Вона померла в 1612 році, залишивши всі свої величезні володіння чоловікові. Януш Радзивілл отримав Слуцьке князівство з містами Слуцьк і Копиль, містечками Романов, Старобін, Любань, Пісочне та 32-ма фільварками.
До XVI ст. князівством управляли князь за допомогою боярської «думи». У князя були свої васали — «князі» і «бояри», котрі отримували за службу маєтки. У волостях управляли намісники князя. У XVI ст. воно поступово перетворилося в феодальну вотчину. У 1507 р. увійшло в Новогрудський повіт Новогрудского воєводства і одночасно зберігало в структурі адміністративної, судової та військової організації деякі риси колишнього удільного володіння. До кінця XVIII ст. залишалося останнім збереженим східноєвропейським князівством.
При княжому дворі в 1670—1705 роках працювала друкарня, в 1738—1755 роках — суконна мануфактура, в 1730—1884 роках — мануфактура шовкових поясів (Слуцька персіярня), в 1751—1760 роках діяв театр Радзивіллів.
У 1791 р. князівство було ліквідовано, замість нього створено Случерецький повіт Новогрудського воєводства.
При другому поділі Речі Посполитої (1793) Случчина відійшла до Російської імперії, був утворений Слуцький повіт у складі Мінської губернії. Що стосується багатовікового центру князівства міста Слуцька, після смерті в 1832 році останньої зі слуцьких Радзивіллів (Стефанії Радзивілл) він перейшов до її чоловіка графа Людвіга Вітгенштейна, який передав його в 1847 році державі.